# Mount Washington (Massachusetts)
Mount Washington è un comune degli Stati Uniti d'America facente parte della contea di Berkshire nello stato del Massachusetts.